# Henryk Ormian
Henryk Józef Ormian, właśc. Chaim Józef Ormian (hebr. חיים יוסף אוֹרְמיאן, ur. 22 grudnia 1901 w Tarnowie, zm. 22 czerwca 1982 w Jerozolimie) – izraelski pedagog i psycholog, laureat Nagrody Izraela w 1971.

## Życiorys
Henryk Ormian pochodził z żydowskiej rodziny z Tarnowa. W młodości zaangażował się w działalność ruchu Ha-Szomer Ha-Cair, zostając jego przywódcą na terenie Galicji. Studiował na Uniwersytecie Wiedeńskim, na którym w 1925 obronił doktorat w dziedzinie psychologii. Jednocześnie studiował judaistykę w Seminarium Hebrajskim w Wiedniu u Hirsza Pereca Chajesa.
W 1924 zamieszkał w Polsce, gdzie w latach 1924–1936 pracował jako wykładowca w łódzkim oddziale Wolnej Wszechnicy Polskiej (po II wojnie światowej przekształconego w Uniwersytet Łódzki), gdzie na Wydziale Pedagogicznym uzyskał tytuł docenta. Ponadto nauczał w Szkole Hebrajskiej w Łodzi (1925–1936). W tym mieście działał również w ruchu Ha-Szomer Ha-Cair, angażował się w działania Żydowskiego Funduszu Narodowego i ruchu He-Chaluc oraz był kierownikiem Żydowskiego Stowarzyszenia Kulturalno-Oświatowego „Tarbut” i działaczem hahchszary im. Bera Borochowa. Ponadto był zaangażowany w działania polskich stowarzyszeń psychologiczno-pedagogicznych. W 1936 wyemigrował do Izraela. 
Początkowo Ormian mieszkał w Tel Awiwie, gdzie był nauczycielem w gimnazjum, następnie przeniósł się do Jerozolimy, gdzie był wykładowcą w seminarium nauczycielskim Beit HaKerem, a następnie od 1945 wykładowcą psychologii na Uniwersytecie Hebrajskim. Od 1950 był pracownikiem Ministerstwa Edukacji, w ramach którego wchodził w skład Rady Pedagogicznej.
Był współzałożycielem Izraelskiego Towarzystwa Psychologicznego, w którym był przewodniczącym komitetu oddziału jerozolimskiego i przewodniczącym komitetu krajowego. Zaangażował się ponadto w utworzenie oddziału organizacji syjonistycznej Hadassah, zajmującej się szkoleniem zawodowym. Był członkiem Hagany, Rady Nauczycieli Żydowskiego Funduszu Narodowego (1937–1942), Centrum Oświaty i Kultury Powszechnego Związku Robotniczego Ziemi Izraela, a także pracownikiem izraelskiego wydawnictwa Skarbiec Nauczyciela oraz członkiem komisji ds. semestrów pedagogiki i psychologii Akademii Języka Hebrajskiego. 
Ormian był autorem wielu książek z zakresu psychologii w języku hebrajskim, polskim i niemieckim. Publikował artykuły na tematy psychologiczno-pedagogiczne w Lodzer Tageblatt (1927–1936), Dos kind (1934) oraz w Yivo-bleter (1934–1939, 1945).

### Życie prywatne
Ormian w 1931 poślubił Ruth Jarblum, siostrzenicę Marca Jarbluma – przywódcy francuskiego ruchu syjonistycznego, z którą miał dwoje dzieci: Nadiego Ormiana (autora przewodników turystycznych po Europie) i Dalita Ormiana (redaktora radia Kol Israel).

## Nagrody
- Nagroda Izraela w dziedzinie edukacji (1971)[5]